# Ривз, Оливия
Оливия Ривз (исп. Olivia Lynn Reeves, род. 19 апреля 2003 года, США) — американская тяжелоатлетка. Олимпийская чемпионка 2024 года. Чемпионка мира 2024 года, призёр чемпионата мира 2023 года, призёр Панамериканского чемпионата 2023 года.

## Карьера
В 2021 году принимала участие в чемпионате мира в Ташкенте, в категории до 71 кг заняла итоговое 4 место с результатом 231 кг.
В 2022 году на мировом первенстве в Боготе, Оливия завоевала малую бронзовую медаль в толчке в весовой категории до 71 кг с результатом 139 кг. В сумме она была пятой (245 кг).
В Саудовской Аравии, где состоялся Чемпионат мира по тяжёлой атлетике 2023 года, американская спортсменка в категории до 71 кг завоевала бронзовую медаль чемпионата мира с результатом 253 кг по сумме двух упражнений. Малая серебряная медаль в толчке и малая бронзовая в рывке также достались ей.
На летних Олимпийских играх 2024 года Оливия выступала в весовой категории до 71 кг среди женщин и завоевала золотую медаль. Подняла вес 262 килограмма по сумме двух упражнений и установила олимпийский рекорд в рывке (117 кг).
На чемпионате мира 2024 года, который состоялся в Бахрейне, американская спортсменка завоевала золотую медаль в категории до 71 кг с результатом 267 кг по сумме двух упражнений. В упражнении рывок стала второй (120 кг), а в толчке завоевала малую золотую медаль (147 кг).

## Спортивные результаты
| Год  | Соревнование     | Место проведения | Весовая категория | Рывок  | Толчок | Сумма двоеборья | Место |
| 2021 | Чемпионат мира   | Ташкент          | до 71 кг          | 104 кг | 127 кг | 231 кг          | 4     |
| 2022 | Чемпионат мира   | Богота           | до 71 кг          | 106 кг | 139 кг | 245 кг          | 5     |
| 2023 | Чемпионат мира   | Эр-Рияд          | до 71 кг          | 111 кг | 142 кг | 253 кг          | 3     |
| 2024 | Олимпийские игры | Париж            | до 71 кг          | 117 кг | 145 кг | 262 кг          | 1     |
| 2024 | Чемпионат мира   | Манама           | до 71 кг          | 120 кг | 147 кг | 267 кг          | 1     |